# Littenheim
Littenheim è un comune francese di 288 abitanti situato nel dipartimento del Basso Reno, nella regione del Grand Est.

## Società

### Evoluzione demografica
Abitanti censiti